# Will Solomon
William James „Will” Solomon (ur. 20 lipca 1978 w Hartford) – amerykański koszykarz występujący na pozycjach rozgrywającego lub rzucającego obrońcy, obecnie zawodnik A.S. Sale.
W swojej karierze grał w kilku europejskich klubach - w Turcji (Efes, Fenerbahce), 
Izraelu (Maccabi i Hapoel) i Grecji (Aris). 
Udało mu się zgromadzić tam kilka różnych tytułów i to w każdym klubie przynajmniej raz świętował jakiś triumf. 
Zagrał także 115 spotkań w elitarnych rozgrywkach koszykarskich w Stanach Zjednoczonych, tj. NBA. W sezonie 2001/02 w barwach Memphis Grizzlies, 
a w 2008/09 w Toronto Raptors i Sacramento Kings.
Obecnie pozostaje bez przynależności klubowej po tym, jak 7 listopada 2009 został zwolniony z tureckiego Fenerbahce.

## Kariera w NBA
Do NBA trafił w 2001, kiedy 27 czerwca w drafcie NBA Memphis Grizzlies wybrało go w II rundzie z nr 33. W sumie wystąpił w NBA w 115 spotkaniach, grając dla:
- 2001/02 - Memphis Grizzlies
- 2008/09 - Toronto Raptors
- 2009 - Sacramento Kings

### Memphis Grizzlies
Solomon w drafcie wybrany został przez Niedźwiadków, które w sezonie 2001/02 debiutowały w nowym mieście przed nowymi kibicami. 
Mimo że zespół powstał dopiero w 1995, to po sześciu latach gry w Vancouver zdecydowano o przeprowadzce z zachodniego wybrzeża Kanady do położonego w środkowej części Stanów Zjednoczonych Memphis. Solom był więc jednym z pierwszych zawodników w historii zespołu, grającego w tym mieście.
Wystąpił, grając przez cały sezon, w 62 spotkaniach. 
Zadebiutował 2 listopada 2001, kiedy jego gościł Minnesotę Timberwolves. Solomon grał tylko dziesięć punktów, nie rzucił ani jednego punktu, a Grizzlies przegrały 102:111
Na swoje pierwsze punkty w historii występów w NBA Solomowi przyszło czekać do trzeciego występu, kiedy do Memphis przyjechało 
Los Angeles Clippers. Mierzący 185 cm rozgrywający wyszedł w pierwszej piątce, zagrał 12 minut, rzucając ledwie 3 punkty. Gospodarze przegrali wtedy piąty mecz z kolei, tym razem 92:108.

W zasadzie gra dla Niedźwiadków dla Solomona była sinusoidą - raz grał 20-30 minut, innym razem ledwie 5, a jeszcze innego dnia nie wstawał z ławki w ogóle. Zdarzały się i też takie, w których Solomon statystycznie się wyróżniał.
Między innymi w tym z 14 lutego 2002, kiedy w Walentynki Solomon i spółka grali w Denver z Nuggets. Porażka 85:100 była wtedy już 37 w tych rozgrywkach (przy 17 zwycięstwach), ale amerykanin grał od pierwszego gwizdka sędziego, a w sumie 36 minut, zdobywając 8 punktów, 7 asyst, 5 zbiórek, 3 przechwyty i blok.

Niecałe dwa tygodnie później Solomon również zagrał statystycznie nieźle - 25 lutego, kiedy Grizzlies przegrały z Clippersami 77:90, on w 37 minut uzyskał 11 pkt. oraz po 4 zbiórki, asysty i przechwyty.
. Dzień później z Dallas Mavericks, mimo że grał o dziewięć minut krócej, zdobył 14 pkt., 5 zbiórek i 3 asysty.
 Te trzy mecze skończyły się jednak porażkami, więc Solomon nie mógł być do końca zadowolony. Miesiąc później, 25 marca, kiedy w Memhpis gospodarze podejmowali Portland Trail Blazers, Solomon zdołał rzucić 10 "oczek", mieć 6 zbióek i 5 asyst.

W tych meczach Solomon pobijał też swoje rekordy, bo nigdy więcej nie zdobył w barwach Memphis Grizzlies więcej zbiórek (6 - mecz z Portland), asyst (7 - mecz z Denver) czy przechwytów (4 - mecz z Clippers).
 
Za to w innym meczu ustanowił swój rekord strzelecki. 19 stycznia, kiedy Magicy z Orlando pokonali we własnej hali Niedźwiadki 119:103, to Solomon w 38 minut zdobył aż 23 punkty.

Swój ostatni mecz w barwach Niedźwiadków rozegrał 17 kwietnia 2002, kiedy jego zespół przegrał we własnej hali Seattle Supersonics 94:109. Solomon 24 minuty, ale zdobył tylko 4 punkty.
W sumie, kiedy Solomon zagrał choćby przez minutę, to Memhpis udało się uzyskać bilans 15 zwycięstw i 47 porażek, co daje 24,2% zwycięskich meczów. W całym sezonie, licząc 82 spotkania - 24,39%, co dało przedostatnią pozycję w całej lidze. 
W Memphis grał u boku takich koszykarzy, jak Pau Gasol czy Jason Williams.
| Sezon   | Drużyna           | M  | S5 | MPG  | FG%   | 3P%   | FT%   | RPG | APG | SPG | BPG | PPG |
| ------- | ----------------- | -- | -- | ---- | ----- | ----- | ----- | --- | --- | --- | --- | --- |
| 2001/02 | Memphis Grizzlies | 62 | 4  | 14,2 | 34,1% | 28,4% | 67,1% | 1,1 | 1,5 | 0,6 | 0,1 | 5,2 |

### Toronto Raptors
Po raz drugi w NBA wylądował sześć lat później, kiedy po grze w europejskich klubach, zdecydował się wrócić. 28 sierpnia Kontrakt podpisały z nim Dinozaury z Toronto.
Wystąpił w ich barwach 39 razy.
Debiut miał miejsce 5 listopada, kiedy Raptors pojechali do Detroit po pierwszych trzech wygranych meczach. W czwartym jednak ulegli 93:100, a Solomon w 12 minut rzucił 4 punkty, dorzucając do tego 3 asysty.
Przygoda z zespołem z Kanady trwała do początku lutego 2009, ale przez ten czas Willie miewał znakomite spotkania. Już w szóstym w barwach zespołu zdołał zdobyć 15 punktów i zaliczyć 11 asyst, a jego zespół pokonał Miami Heat 107:96.
Swój wówczas rekord asyst wyrównał na początku 2009 w meczu z Milwaukee Bucks.
Skutecznie też podawał w innych meczach - 7 razy w wygranym meczu z Houston Rockets (było 73:84 - Solomon oprócz tego miał 8 pkt., 4 zbiórki i 3 przechwyty)
 czy 9 razy w wygranym meczu z Memphis Grizzlies (było 82:103 - Solomon miał także 10 pkt. i 3 przechwyty).
 
Innym razem, kiedy Toronto pokonało Washington Wizards 99:93, to Solomon w 36 minut uzyskał 14 pkt., miał 5 asyst, 4 zbiórki i 1 blok.

Solomon po raz ostatni w barwach Raptors zagrał 3 lutego. W nieco ponad dwie minuty rzucił dwa punkty, a jego zespół przegrał u siebie z Cleveland Cavaliers 83:101.
19 lutego został sprzedany do Sacramento Kings.
W 39 spotkaniach, w których wystąpił Solomon, Toronto uzyskało bilans 13 wygranych i 26 przegranych, co dawało procentowo 33,33% wygranych. W całym zaś, w którym udało się uzyskać bilans 33-49, czyli 40,24%. To dało 23 miejsce na 30 zespołów.

W Toronto grał u boku takich koszykarzy, jak Chris Bosh, Anthony Parker czy Andrea Bargnani.
| Sezon   | Drużyna         | M  | S5 | MPG  | FG%   | 3P%   | FT%   | RPG | APG | SPG | BPG | PPG |
| ------- | --------------- | -- | -- | ---- | ----- | ----- | ----- | --- | --- | --- | --- | --- |
| 2008/09 | Toronto Raptors | 39 | 9  | 13,9 | 43,6% | 26,3% | 83,3% | 1,1 | 3,2 | 0,5 | 0,1 | 4,9 |

### Sacramento Kings
W barwach Króli zadebiutował już dwa po podpisaniu kontraktu. 21 lutego w Sacramento gospodarze przegrali z Dallas Mavericks 95:116. Solomon zagrał w prawie 11 minut zdołał rzucić 7 punktów.
Generalnie przygoda z tym zespołem nie wyszła mu na dobre, bo wówczas 31-letni koszykarz błysnął, oprócz debiutu jeszcze dwukrotnie. 3 marca, kiedy Królowie przegrali z Indianą Pacers 109:117, a on zdobył 8 pkt. i zebrał 6 piłek, oraz w Cleveland, gdzie Sacramento przegrało 123:126 z Kawalerzystami. Willie zbliżył się wtedy do swojego rekordu punktowego. Przeciwko Lebronowi Jamesowi, który skończył mecz z 51 pkt., Solomon zdobył 18 "oczek".
W barwach Sacramento, a jak się później okazało i w NBA, po raz ostatni zagrał 3 kwietnia 2009. Grając przed własną publicznością Solomon wystąpił tylko przez trzy minuty, a jego zespół doznał druzgocącej porażki 111:139.
W sumie w barwach Króli wystąpił w 14 meczach, a Sacrament uzyskało wtedy bilans 3-11, tj. 21,42%. W całym sezonie nie było lepiej - 16-63 i 23,17%.
W Sacramento grał u boku takich koszykarzy, jak Drew Gooden, Bobby Jackson, Beno Udrih czy Andres Nocioni.
| Sezon   | Drużyna          | M  | S5 | MPG  | FG%   | 3P%   | FT%   | RPG | APG | SPG | BPG | PPG |
| ------- | ---------------- | -- | -- | ---- | ----- | ----- | ----- | --- | --- | --- | --- | --- |
| 2008/09 | Sacramento Kings | 14 | 0  | 12,0 | 40,6% | 44,8% | 50,0% | 1,5 | 0,7 | 0,5 | 0,0 | 5,0 |

### Rekordy
| Statystyka                            | Data                               | Przeciwko                   |
| ------------------------------------- | ---------------------------------- | --------------------------- |
| Punkty: 23                            | 19 stycznia 2002                   | Orlando Magic               |
| Asysty: 11,                           | 16 listopada 2008, 5 stycznia 2009 | Miami Heat, Milwaukee Bucks |
| Zbiórki: 6,                           | 2 razy                             |                             |
| Zbiórki w ataku: 2,                   | 3 razy                             |                             |
| Zbiórki w obronie: 6                  | 3 marca 2009                       | Indiana Pacers              |
| Bloki: 1                              | 11 razy                            |                             |
| Przechwyty: 4                         | 25 lutego 2002                     | Los Angeles Clippers        |
| Minuty: 38                            | 19 stycznia 2002                   | Orlando Magic               |
| Celne rzuty z pola: 8                 | 19 stycznia 2002                   | Orlando Magic               |
| Oddane rzuty z pola: 17               | 19 listopada 2002                  | Orlando Magic               |
| Celne rzuty "za 3": 5                 | 3 marca 2009                       | Cleveland Cavaliers         |
| Oddane rzuty "za 3": 9                | 19 stycznia 2002                   | Orlando Magic               |
| Celne rzuty wolne: 5                  | 2 razy                             |                             |
| Oddane rzuty wolne: 9                 | 28 lutego 2002                     | Utah Jazz                   |
| Na podstawie basketball-reference.com |                                    |                             |

## Kariera w Europie

### Aris Saloniki
Do Grecji przyjechał świeżo po grze w NBA, kiedy w sezonie 2001/02 zagrał w 62 spotkaniach Memphis Grizzlies, będąc pierwszoroczniakiem. 
W Salonikach grał jeden sezon, ale zdołał wpisać się w historię klubu. 
Tym bardziej, że sezon 2002/03 był pierwszym od czterech lat tak dobrym sezonem w wykonaniu Arisu. Koszykarze, wśród których oprócz Solomona byli m.in. znani z występów w Polsce Alan Gregov i Ivan Grgat, zajęli czwarte miejsce w lidze greckiej, doszli do finału Pucharu Grecji i zwyciężyli w pierwszej edycji FIBA EuroCup Challenge.
Porażka w finale krajowego pucharu była dosyć bolesna, bo 6 kwietnia 2003 w meczu rozgrywanym w Larissie Aris przegrał z Panathinaikosem Ateny 76:81. Zdaniem wielu obserwatorów wynik meczu wypaczyli sprzyjający Koniczynkom sędziowie. Porażkę w tym finale koszykarze z Salonik odbili sobie dokładnie miesiąc później, kiedy 4 maja do ich hali zawitał Prokom Trefl Sopot, mający nadzieję na wygraną w pierwszej edycji FIBA EuroCup Challenge. Emocjonujące spotkanie oglądało 5,500 tysiąca osób i po gorącej końcówce wygrali gospodarze 84:83, mimo że po trzech kwartach przegrywali sześcioma punktami. Wielki mecz rozegrał Willie Solomon, który zdobył 32 punkty. Do tego dorzucił pięć zbiórek i tyle samo asyst oraz trzy przechwyty. W końcówce tego spotkania Polacy prowadzili nawet 83:81 i na sześć sekund przed końcem Solomon został sfaulowany przy rzucie. Jego pierwsza próba była celna, a przy drugiej spudłował w taki sposób, że piłka spadła w ręce Miroslava Raicevicia, który włożył piłkę do kosza, zapewniając wygraną Arisowi.
FIBA EuroCup Challenge
| Sezon   | Drużyna       | M  | S5  | MPG  | FG%   | 3P%   | FT%   | RPG | APG | SPG | BPG | PPG  |
| ------- | ------------- | -- | --- | ---- | ----- | ----- | ----- | --- | --- | --- | --- | ---- |
| 2002/03 | Aris Saloniki | 16 | b.d | 35,0 | 40,5% | 33,7% | 70,9% | 3,9 | 4,6 | 1,7 | 0,5 | 21,9 |

### Hapoel Jeruzalem
W Izraelu szybko spodobał się kibicom, którzy z racji, że jego nazwisko w języku hebrajskim oznacza Łosoś, nadali mu pseudonim The Fish - tł. ryba. Z drugiej strony pojawiały się także porównania z Królem Salomonem. Nie mniej jednak Willie grał w Hapoelu całkiem dobrze, o czym świadczy zdobycie przez koszykarzy z Jeruzalem Pucharu ULEB.
Mistrzostwo w tych rozgrywkach nie przyszło jednak łatwo, bo Hapoel najpierw musiał przejść trudną grupę, w której mierzył się z KK Zeleznik, Joventutem Badalona, Royal Pepinster, Virtus Bolonia i Telekom Bonn. udało się jednak wyjść z drugiego miejsca, mając identyczny bilans co trzeci zespół - Joventut. W 1/8 finału Willie Solomon trafił na dobrych znajomych z FIBA EuroCup Challenge - Prokom Trefl Sopot. I tym razem było ciekawie, ale ponownie Solomon i spółka byli lepsi (77:67 i 82:86, dwumecz - 159:153). W ćwierćfinale Aris pokonał w dwumeczu litewski Lietuvos Rytas Wilno - 79:72 i 80:81, tj. 159:153. Jeszcze ciekawiej było w półfinale, gdzie Hapoel trafił na KK Zeleznik, z którym rywalizowali w grupie, a który wyszedł z pierwszego miejsca. Koszykarze z Serbii i Czarnogóry (wówczas) w fazie grupowej Hapoel dwukrotnie pokonali, ale w fazie pucharowej ta sztuka udała im się tylko raz. W pierwszym meczu w Belgradzie KK wygrał 
80:79, mimo że Solomon rzucił 20 pkt. W meczu rewanżowym Solomon zagrał jeszcze lepiej, a Hapoel uzyskał awans, pokonując rywali 79:76. Amerykański rozgrywający w tym meczu rzucił 34 pkt., miał po 7 asyst i zbiórek, dodał także 4 przechwyty.
W finale rywalem Hapoelu było Real Madryt. Koszykarze ze stolic Hiszpanii byli faworytem tego meczu, ale Hapoel zdołał sprawić niespodziankę, wygrywając 83:72. Spory wkład w zwycięstwo miał Solomon, który zdobył 15 pkt. Najlepszym zawodnikiem, tj. MVP wybrano jednak Kelly McCarty'ego, który zakończył mecz z wynikiem 22 punktów.
Solomon jednak mógł czym innym się pochwalić - w rozgrywkach rzucał śr. 23,4 pkt., co dało mu drugie miejsce w klasyfikacji strzelców. W punktach rankigowych był natomiast trzeci - 21,8.
Puchar ULEB
| Sezon   | Drużyna          | M  | S5  | MPG | FG%   | 3P%   | FT%   | RPG | APG | SPG | BPG | PPG  |
| ------- | ---------------- | -- | --- | --- | ----- | ----- | ----- | --- | --- | --- | --- | ---- |
| 2003/04 | Hapoel Jeruzalem | 17 | b.d | b.d | 46,6% | 35,4% | 80,9% | 3,8 | 3,2 | 2,4 | 0,2 | 23,4 |

Rozgrywki krajowe
| Sezon   | Drużyna          | M  | S5  | MPG | FG%   | 3P%   | FT%   | RPG | APG | SPG | BPG | PPG  |
| ------- | ---------------- | -- | --- | --- | ----- | ----- | ----- | --- | --- | --- | --- | ---- |
| 2003/04 | Hapoel Jeruzalem | 22 | b.d | b.d | 47,9% | 36,1% | 79,5% | 2,8 | 4,5 | 3,7 | 0,2 | 18,8 |

## Osiągnięcia

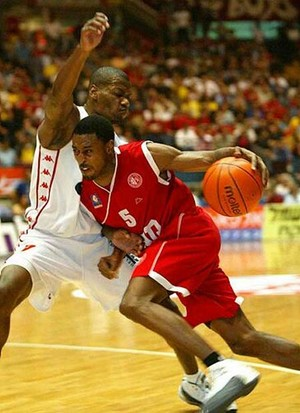
Solomon (#5) w barwach Hapoelu Jerozolima (2004)

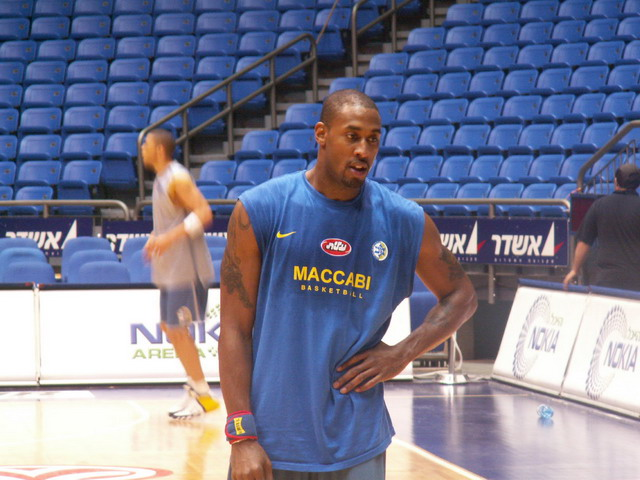
Solomon podczas treningu w barwach Maccabi Tel Awiw (2006)

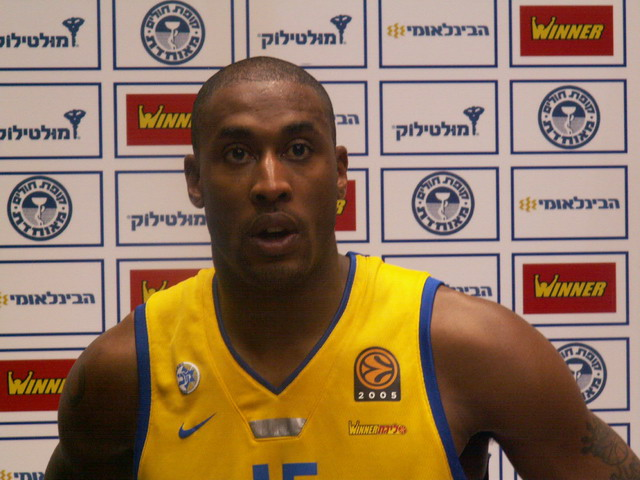
Solomon po jednym z meczów Maccabi Tel Awiw (2006)

Stan na 6 kwietnia 2019, na podstawie, o ile nie zaznaczono inaczej.
NCAA
- Zaliczony do:
  - I składu ACC (2001)
  - II składu ACC (2000)
- Lider ACC w:
  - średniej zdobytych punktów (20,9 – 2000)
  - liczbie:
    - oddanych rzutów z gry (531 – 2000)
    - celnych (93) i oddanych (248) rzutów za 3 punkty (2000)

  - skuteczności rzutów za 3 punkty (37,5% – 2000)

Drużynowe
- Mistrz:
  - Turcji (2005, 2007, 2008)
  - Izraela (2006)
- Wicemistrz:
  - Euroligi (2006)
  - II ligi francuskiej (2015)
- Brąz mistrzostw Izraela (2011)
- Zdobywca pucharu:
  - Mistrzów Europy FIBA (2003)
  - ULEB (2004)
  - Prezydenta Turcji (2008 – Superpuchar Turcji)
  - Izraela (2006)
- Finalista pucharu:
  - Grecji (2003)
  - Izraela (2004)
  - ligi izraelskiej (2011)

Indywidualne
- MVP:
  - finałów:
    - Pucharu Mistrzów Europy FIBA (2003)
    - ligi tureckiej (2007)

  - miesiąca ligi ukraińskiej (styczeń - 2011/2012)
  - kolejki:
    - Euroligi (12 i 20 - 2007/2008)
    - ligi ukraińskiej (5, 10, 15 - 2011/2012)
- Uczestnik meczu gwiazd ligi:
  - tureckiej (2007)
  - francuskiej (2016)
- Lider strzelców finałów Euroligi (2006)